# Турналинский сельсовет
Турналинский сельсовет — муниципальное образование в Салаватском районе Башкортостана.
Административный центр — село Турналы.

## История
Согласно Закону о границах, статусе и административных центрах муниципальных образований в Республике Башкортостан имеет статус сельского поселения.

## Население
| 2002 | 2009  | 2010  | 2012  | 2013  | 2014 | 2015 |
| ---- | ----- | ----- | ----- | ----- | ---- | ---- |
| 1142 | ↗1203 | ↘1050 | ↘1032 | ↘1011 | ↘963 | ↘935 |
| 2016 | 2017  | 2018  |       |       |      |      |
| ↘925 | ↗926  | ↘912  |       |       |      |      |

## Состав сельского поселения
| № | Населённый пункт | Тип населённого пункта       | Население |
| - | ---------------- | ---------------------------- | --------- |
| 1 | Турналы          | село, административный центр | ↘819      |
| 2 | Айская           | деревня                      | ↘207      |
| 3 | Ельгильдино      | деревня                      | ↗24       |

## Известные уроженцы
- Пепеляев, Пётр Кузьмич (14 июня 1920 — 6 октября 1955) — старший разведчик 178-го гвардейского артиллерийско-миномётного полка 5-й гвардейской кавалерийской дивизии 3-го гвардейского кавалерийского корпуса, гвардии сержант, полный кавалер ордена Славы[15][16].